# Прескот (Онтарио)
Прескот (енгл. Prescott) је градић у Канади у покрајини Онтарио. Према резултатима пописа 2011. у граду је живело 4.284 становника.

## Становништво
Према резултатима пописа становништва из 2011. у граду је живело 4.284 становника, што је за 2,5% више у односу на попис из 2006. када је регистровано 4.180 житеља.
| 2006. | 2011. | 2016. |
| ----- | ----- | ----- |
| 4.180 | 4.284 | 3.965 |